# Scatman’s World (Lied)
Scatman’s World ist ein Lied des US-amerikanischen Musikers Scatman John. Der Song ist die zweite Singleauskopplung seines gleichnamigen Studioalbums Scatman’s World und wurde am 19. Juni 1995 veröffentlicht.

## Inhalt
Scatman’s World handelt von einer Welt, genannt „Scatland“, in der alle Menschen gleich sind, unabhängig von ihrem Aussehen oder ihrer Hautfarbe. In dieser Welt herrscht keine Konkurrenz und jeder kann seine wahren Gefühle zeigen. Scatman John wendet sich aus der Perspektive des lyrischen Ichs an den Hörer, der aus der realen Welt ausbrechen und nach seiner Fantasie leben soll.

“I’m calling out from Scatland

I’m calling out from Scatman’s World

If you wanna break free you better listen to me

You’ve got to learn how to see in your fantasy”

## Produktion
Der Song wurde von den Musikproduzenten Antonio Nunzio Catania und Ingo Kays produziert. Als Autoren fungierten Scatman John und Antonio Nunzio Catania.

## Musikvideo
Bei dem zu Scatman’s World gedrehten Musikvideo führte Zowie Broach Regie. Es verzeichnet auf YouTube über 20 Millionen Aufrufe (Stand: September 2022). Zu Beginn wird ein Reporter gezeigt, der von „Scatland“ berichtet und dass alle Besucher dieses mit einem Lächeln im Gesicht verlassen. Anschließend ist der Schriftzug „Welcome to Scatland“ zu sehen und ein Junge taucht in diese Welt ein, wo Scatman John das Lied singt. „Scatland“ ist geprägt von einer vielfältigen Natur mit verschiedenen Tieren, grünen Wiesen und glücklichen Menschen. Im Kontrast dazu wird die Welt außerhalb in einer Großstadt gezeigt, in der Menschen gestresst durch die Straßen laufen oder im Büro sitzen.

## Single

### Covergestaltung
Das Singlecover ist in Schwarz-Weiß gehalten und zeigt Scatman John, der einen schwarzen Anzug und einen schwarzen Hut trägt. Er ist vierfach mit verschiedenen Gesichtsausdrücken zu sehen. Im oberen Teil des Bildes befinden sich die schwarzen Schriftzüge Scatman’s World und Scatman John.

### Titellisten
Single
1. Scatman’s World (Single Mix) – 3:40
2. Scatman’s World (Club Mix) – 5:54
3. Scatman’s World (House Mix) – 5:30
4. Time (Take Your Time) – 3:41

Remix-Maxi
1. Scatman’s World (Dance Remix) – 5:57
2. Scatman’s World (DJ. Hooligan’s Underworld-Remix) – 6:34
3. Scatman’s World (Rave Remix) – 7:10
4. Scatman’s World (House-Dub Remix) – 5:28
5. Scatman’s World (Divas 70’s Mix) – 5:49
6. Scatman’s World (80’s Mix) – 6:06

### Chartplatzierungen
Scatman’s World stieg am 3. Juli 1995 auf Platz 73 in die deutschen Singlecharts ein und erreichte sechs Wochen später die Chartspitze, an der es sich drei Wochen halten konnte. Insgesamt hielt sich der Song 21 Wochen lang in den Top 100, davon elf Wochen in den Top 10. Ebenfalls Rang eins belegte die Single in Frankreich, Belgien, Spanien, Finnland, Ungarn und Irland. Weitere Top-10-Platzierungen gelangen unter anderem in der Schweiz, Österreich, den Niederlanden, Norwegen, Schweden und im Vereinigten Königreich. In den deutschen Single-Jahrescharts 1995 erreichte das Lied Position elf.
| ChartsChartplatzierungen     | Höchstplatzierung | Wochen |
| ---------------------------- | ----------------- | ------ |
| Deutschland (GfK)            | 1 (21 Wo.)        | 21     |
| Österreich (Ö3)              | 4 (16 Wo.)        | 16     |
| Schweiz (IFPI)               | 3 (21 Wo.)        | 21     |
| Vereinigtes Königreich (OCC) | 10 (7 Wo.)        | 7      |

| ChartsJahrescharts (1995) | Platzierung |
| ------------------------- | ----------- |
| Deutschland (GfK)         | 11          |
| Österreich (Ö3)           | 22          |
| Schweiz (IFPI)            | 16          |

### Auszeichnungen für Musikverkäufe
Scatman’s World erhielt noch im Erscheinungsjahr in Deutschland für mehr als 500.000 Verkäufe eine Platin-Schallplatte.

| Land/Region        | Auszeichnungen für Musikverkäufe (Land/Region, Auszeichnung, Verkäufe) | Verkäufe |
| ------------------ | ---------------------------------------------------------------------- | -------- |
| Belgien (BRMA)     | Gold                                                                   | 25.000   |
| Deutschland (BVMI) | Platin                                                                 | 500.000  |
| Frankreich (SNEP)  | Gold                                                                   | 250.000  |
| Schweiz (IFPI)     | Gold                                                                   | 25.000   |
| Insgesamt          | 3× Gold · 1× Platin ·                                                  | 800.000  |